# Shippagan–Pointe-Alexandre
Ne doit pas être confondu avec Pointe-Alexandre.
Shippagan–Pointe-Alexandre est une autorité taxatrice de la paroisse de Shippagan, située dans le comté de Gloucester, au nord-est du Nouveau-Brunswick. Il comprend la partie de l'île de Lamèque qui n'est pas constituée en municipalité ou en district de services locaux, soit le secteur situé à l'ouest de Lamèque, dans les terres.

## Histoire
Shippagan–Pointe-Alexandre est situé dans le territoire historique des Micmacs, plus précisément dans le district de Sigenigteoag, qui comprend l'actuel côte Est du Nouveau-Brunswick, jusqu'à la baie de Fundy.

## Administration

### Représentation et tendances politiques
Nouveau-Brunswick: Shippagan–Pointe-Alexandre fait partie de la circonscription de Lamèque-Shippagan-Miscou, qui est représentée à l'Assemblée législative du Nouveau-Brunswick par Paul Robichaud, du Parti progressiste-conservateur. Il fut élu en 1999 puis réélu depuis ce temps.